# Francesco Maria Appendini
Francesco Maria Appendini (Poirino, 6 novembre 1769 – Zara, 30 gennaio 1837) è stato uno storico e letterato italiano, che insegnò retorica  al liceo convitto di Ragusa, in Dalmazia.

## Biografia
Quando Napoleone annetté la città di Ragusa al Regno d'Italia (1807) e il maresciallo Marmont venne nominato duca di Ragusa (maggio 1808), Appendini fu incaricato di dirigere il liceo raguseo, dove era arrivato nel 1792 in qualità di professore di eloquenza.
Il 20 novembre 1834 divenne socio dell'Accademia delle scienze di Torino.
Alla caduta di Napoleone la città passò in mano agli austriaci: lo studioso rimase nel liceo di Ragusa fino al 1835, quando fu inviato a Zara dove insegnò nel liceo locale. Morì a Zara il 30 gennaio 1837.
Le sue opere più famose sono il saggio Notizie istorico-critiche sulle antichità storia e letteratura de' Ragusei, nel quale racconta la storia dell'antica repubblica e Grammatica della lingua illirica.